# Uri Coronel
Maurice Uriel Coronel, detto Uri (Amsterdam, 24 dicembre 1946 – Amsterdam, 18 luglio 2016), è stato un dirigente sportivo olandese, presidente dell'Ajax, incarico che ha ricoperto dall'aprile 2008 al 25 luglio 2011.

## Carriera
Uri Coronel fu il presidente della federazione olandese AFC Ajax dal 1989 fino al 1997. Fu la forza trainante del trasferimento del club dalla sua ex sede di De Meer Stadion all'attuale sede dell'Amsterdam ArenA. Il presidente John Jakke e l'amministratore delegato Maarten Fontein furono scrutinati a seguito dell'indagine, l'esito fu negativo. Uri successivamente divenne il nuovo presidente dell'Ajax.  Con l'arrivo di Uri Coronel, l'Ajax ebbe ancora una volta un presidente ebreo.
Il 30 marzo 2011 il consiglio dell'AFC Ajax, incluso Uri Coronel, annunciò le sue dimissioni, a causa di uno stallo imminente, dopo che le tensioni si sono sviluppate tra il capitano del club Johan Cruyff.